# УНИС-ови торњеви
UNITIC пословно управне зграде (раније УНИС-ови торњеви или популарно Момо и Узеир) су изграђени у Сарајеву 1986.године по пројекту архитекте Ивана Штрауса. Високи су 97 метара. Објекат чине два повезана близанца небодера од 25 спратова. Основна структура је бетонска, а волумен је обавијен стакленом опном термо рефлектујућег стакла. Унисови торњеви су у вријеме своје изградње имали најсавременију системску опрему, укључујући и аутоматски систем за гашење пожара са резервоарима воде на крововима.